# Донський гірничо-збагачувальний комбінат
Донський гірничо-збагачувальний комбінат, ВАТ — підприємство з видобутку і збагачення хромових руд в Актюбинській області Казахстану. Головний центр — м. Хромтау.

## Історія
Комбінат започаткували в 1938 році на базі групи Південно-Кемпірсайських родовищ.
За часи існування комбінату тут працювали чи працюють кілька шахт — «10-річчя Незалежності Казахстану», «Молодіжна» — та численні кар'єри («Гігант», «Мирний», кар'єри родовища «XX років Казахської РСР», «Поісковий» та інші). Деякі родовища після відкритої розробки підлягають допрацюванню підземним способом, наприклад, «Геофізичне VII».
Також комібнат включає дробильно-збагачувальну фабрику. 

## Характеристика родовищ
Головний рудний мінерал — хромшпінелід, другорядний — магнетит. Середній вміст Cr2O3 в рудах 45%. 
Глибина залягання руди 0 — 1500 метрів. Глибина відкритих гірничих робіт 150 метрів.
Загалом запаси чотирьох родовищ Донського ГЗК перевищують 330 млн тон.

## Сучасний стан. Технологія розробки
У 2001 р. Донський гірничо-збагачувальний комбінат (Казахстан) ввів в експлуатацію найбільшу у світі шахту по видобутку хромітових руд, у будівництво якої комбінат інвестував $130 млн. Її потужність — 600 тис. тон хромітової руди на рік. Через п'ять років планується збільшення продуктивності до 4 млн т на рік. За цей період інвестиції в розвиток шахти становитимуть ще $35.4 млн. Для порівняння — у світі на початку XXI ст. щорічно добувається 11-13 млн тон хромітів, що використовуються для виробництва хромованої сталі. Казахстан, нарівні з ПАР і Зімбабве, входить в трійку провідних країн по хромових запасах і забезпечує 20% світових виробництва хромітів. 
У 2000 році на Донському комбінаті — єдиному виробникові хромітів у Казахстані — було видобуто 2.6 млн т хромітової руди. У 2001 році, за даними Євразійської промислової асоціації, видобуток залишається на тому ж рівні.

## Збагачення хромових руд на Донському ГЗК
Сировинна база комбінату — Південно-Кемпирсайське родовище хромових руд (Казахстан). Основний рудний мінерал — хромшпінелід, близький по змісту до високохромистого магнохроміту. Основний нерудний мінерал — серпентин. По текстурних особливостях руди вкраплені. По величині рудних зерен виділяються хромові руди таких типів: дрібнозернисті (до 1 мм), середньозернисті (1—3 мм) і грубозернисті (3—5 мм). Родовище розробляється відкритим способом, Dmax = 1200 мм.
Багаті хромові руди з вмістом окису хрому більше 45 % подаються залізничним транспортом на дробильно-сортувальну фабрику, де дробляться і сортуються на три класи: 300—50; 50—10 й 10—0 мм. Для переробки бідних хромових руд (з вмістом окису хрому менше 39 %) побудована фабрика, що працює за гравітаційною схемою (див. рис.). Технологічна схема фабрики передбачає: дроблення вихідної руди до крупності 80 мм; просівання її на класи 80—10, 10—3 й 3—0 мм; промивання класу 80—10 мм на гуркоті; збагачення класу 80—10 мм у важких суспензіях з одержанням великого концентрату й хвостів; відсадження класів 10—3 і 3—0,5 мм у машинах типу МОД-2 (ОМТК-4) з виділенням концентрату, промпродукту та відвальних хвостів; збагачення класу 0,5—0,07 мм на концентраційних столах з одержанням концентрату й хвостів. Промпродукти збагачення класу 80—10 мм передбачається дробити в замкнутому циклі до крупності 10—0 мм і дозбагачують відсадженням разом із класом 10—0 мм вихідної руди.
Промпродукти відсадження піддаються здрібнюванню в кульових млинах і після знешламлення збагачуються на гвинтових сепараторах, промпродукти яких, в свою чергу, направляються для збагачення на концентраційні столи.
Процес збагачення у важких суспензіях ведеться на колісних сепараторах типу «Ведаг» (Q = до 150 т/год.). Як обважувач використовується гранульований феросиліцій. Регенерація суспензії здійснюється за допомогою електромагнітних сепараторів ЭБМ-80/170.
Технологічні показники роботи Донського ГЗК такі: — вміст Cr2O3 : у бідній руді — 39,3 %; класі 80—100 мм — 35,9 %; класі 10—0 мм — 42,1 %; в концентраті — 51,4 %; в хвостах — 22,8 %;
- вихід концентрату — 58,5 %;
- вилучення Cr2O3 в концентрат — 76,1 %;
- вологість: вихідної руди — 2,8 %; концентрату — 3,1 %.